# Sollevamento pesi ai Giochi della XXX Olimpiade - 53 kg femminile
Le gare di sollevamento pesi della categoria fino a 53 kg femminile dei giochi olimpici di Londra 2012 si sono svolte il 29 luglio 2012 presso l'ExCeL Exhibition Centre.

## Programma
Tutti gli orari sono British Summer Time (UTC+1)
| Data                     | Ora   | Gruppo   |
| ------------------------ | ----- | -------- |
| Domenica, 29 luglio 2012 | 12:30 | Gruppo B |
| Domenica, 29 luglio 2012 | 15:30 | Gruppo A |

## Record
Prima della competizione, i record olimpici e mondiali erano i seguenti:
| Record mondiale | Strappo | Li Ping Cina                                | 103 kg | 14 novembre 2010 Canton, Cina       |
| Record mondiale | Slancio | Zulfiya Chinshanlo Kazakistan               | 130 kg | 6 novembre 2011 Parigi, Francia     |
| Record mondiale | Totale  | Li Ping Cina                                | 230 kg | 14 novembre 2010 Canton, Cina       |
| Record olimpico | Strappo | Yang Xia Cina                               | 100 kg | 18 settembre 2000 Sydney, Australia |
| Record olimpico | Slancio | Prapawadee Jaroenrattanatarakoon Thailandia | 126 kg | 10 agosto 2008 Pechino, Cina        |
| Record olimpico | Totale  | Yang Xia Cina                               | 225 kg | 18 settembre 2000 Sydney, Australia |

Durante la competizione sono stati battuti i seguenti record:
| Record                            | Evento  | Atleta                       | Valore | Data      |
| --------------------------------- | ------- | ---------------------------- | ------ | --------- |
| Record mondiale · Record olimpico | Slancio | Zul'fija Činšanlo Kazakistan | 131 kg | 29 luglio |
| Record olimpico                   | Totale  | Zul'fija Činšanlo Kazakistan | 226 kg | 29 luglio |

## Risultati
| Pos. | Atleta                      | Gruppo | Peso  | Strappo (kg) | Strappo (kg) | Strappo (kg) | Strappo (kg) | Slancio (kg) | Slancio (kg) | Slancio (kg) | Slancio (kg) | Totale |
| Pos. | Atleta                      | Gruppo | Peso  | 1            | 2            | 3            | Risultato    | 1            | 2            | 3            | Risultato    | Totale |
| ---- | --------------------------- | ------ | ----- | ------------ | ------------ | ------------ | ------------ | ------------ | ------------ | ------------ | ------------ | ------ |
|      | Hsu Shu-ching (TPE)         | A      | 52,41 | 91           | 94           | 96           | 96           | 120          | 123          | 123          | 123          | 219    |
|      | Citra Febrianti (INA)       | A      | 52,53 | 88           | 91           | 94           | 91           | 108          | 112          | 115          | 115          | 206    |
|      | Julija Paratova (UKR)       | A      | 52,43 | 91           | 94           | 94           | 91           | 105          | 108          | 108          | 108          | 199    |
| 4    | Rusmeris Villar (COL)       | A      | 52,59 | 87           | 87           | 90           | 87           | 105          | 109          | 112          | 109          | 196    |
| 5    | Aleksandra Klejnowska (POL) | A      | 52,67 | 83           | 84           | 86           | 84           | 108          | 112          | 113          | 112          | 196    |
| 6    | Nguyễn Thị Thúy (VIE)       | B      | 52,23 | 80           | 84           | 85           | 85           | 110          | 110          | 115          | 110          | 195    |
| 7    | Yu Weili (HKG)              | B      | 52,95 | 86           | 86           | 90           | 90           | 105          | 110          | 110          | 105          | 195    |
| 8    | Inmara Henríquez (VEN)      | B      | 52,84 | 78           | 81           | 81           | 81           | 107          | 110          | 113          | 113          | 194    |
| 9    | Julia Rohde (GER)           | B      | 52,45 | 83           | 85           | 87           | 85           | 105          | 108          | 110          | 108          | 193    |
| 10   | Kanae Yagi (JPN)            | B      | 52,36 | 82           | 82           | 85           | 82           | 105          | 109          | 109          | 109          | 191    |
| 11   | Joanna Łochowska (POL)      | A      | 52,57 | 84           | 87           | 87           | 84           | 104          | 107          | 110          | 107          | 191    |
| 12   | Dika Toua (PNG)             | B      | 52,48 | 75           | 79           | 79           | 79           | 95           | 100          | 100          | 95           | 174    |
| 13   | Helena Wong (SIN)           | B      | 52,31 | 55           | 59           | 61           | 61           | 67           | 71           | 73           | 73           | 134    |
| —    | Yuderqui Contreras (DOM)    | A      | 52,95 | 94           | 94           | 94           | —            | —            | —            | —            | —            | —      |
| —    | Zhou Jun (CHN)              | B      | 52,80 | 95           | 95           | 95           | —            | —            | —            | —            | —            | —      |
| —    | Aylin Daşdelen (TUR)        | A      | 52,91 | 91           | 91           | 91           | 91           | 124          | 129          | —            | —            | —      |
| DSQ  | Zul'fija Činšanlo (KAZ)     | A      | 52,70 | 92           | 92           | 95           | 95           | 125          | 131          | 135          | 131          | 226    |
| DSQ  | Cristina Iovu (MDA)         | A      | 52,79 | 95           | 99           | 99           | 99           | 115          | 120          | 125          | 120          | 219    |